# Cerașu
Cerașu est une commune roumaine du județ de Prahova, dans la région historique de Valachie et dans la région de développement du Sud.

## Géographie
La commune de Cerașu est située dans le nord du județ, à la limite avec le județ de Brașov et celui de Buzău, sur le cours supérieur de la rivière Drajna, dans les Monts Siriu (Carpates du sud), à 18 km au nord de Vălenii de Munte et à 45 km de Ploiești, le chef-lieu du județ. Le point culminant de la commune est le Vârful lui Crai (1 473 m d'altitude).
La municipalité est composée des six villages suivants (population en 1992) :
- Cerașu (924), siège de la municipalité ;
- Slon (2 469) ;
- Valea Borului (636) ;
- Valea Brădetului (384) ;
- Valea Lespezii (484) ;
- Valea Tocii (392).

## Histoire
Entre 1222 et 1241, un château des chevaliers teutoniques fut bâti à Slon pour protéger le royaume de Hongrie.

## Politique
| Période                                  | Période  | Identité     | Étiquette | Qualité |
| ---------------------------------------- | -------- | ------------ | --------- | ------- |
| Les données manquantes sont à compléter. |          |              |           |         |
| 2000                                     | En cours | Dumitru Duca | PSD       |         |

| Parti | Parti                        | Sièges |
| ----- | ---------------------------- | ------ |
|       | Parti national libéral (PNL) | 3      |
|       | Parti social-démocrate (PSD) | 9      |
|       | Indépendant                  | 1      |

## Religions
En 2002, la composition religieuse de la commune était la suivante :
- Chrétiens orthodoxes, 97,59 % ;
- Adventistes du septième jour, 1,67 % ;
- Chrétiens évangéliques, 0,49 %.

## Démographie
En 2002, la commune comptait 5 188 Roumains (99,96 %). On comptait à cette date 1 834 ménages et 1 841 logements.
| 1992  | 2002  | 2007  |
| ----- | ----- | ----- |
| 5 289 | 5 190 | 5 187 |

## Économie
L'économie de la commune repose sur l'élevage, l’exploitation des forêts et la transformation du bois, le tourisme et l'artisanat traditionnel (tonnellerie, broderie, tissage).

## Communications

### Routes
La route régionale DJ102B permet de rejoindre Drajna et Vălenii de Munte tandis que la DJ279 rallie Izvoarele et la vallée de la Teleajen.

## Lieux et monuments
- Maisons à l'architecture traditionnelle.